# Anouk Hoogendijk
Anouk Anna Hoogendijk (Woerden, Países Bajos; 6 de mayo de 1985) es una exfutbolista neerlandesa. Debutó profesionalmente con el club SV Saestum y su último club fue el Ajax de Ámsterdam de la Eredivisie. También formó parte de la Selección de los Países Bajos durante 13 años.

## Carrera

### Primeros años
Hoogendijk empezó su carrera a los 12 años como concursante en el programa de televisión Geef Nooit Op (Nunca te rindas). Desde entonces inició su andadura por equipos juveniles de la provincia de Utrecht como el CSW, el Sv Argon y el Legmeervogels para finalmente recalar en el Saestum, uno de los grandes del fútbol femenino en Holanda. 

### Clubes
Con el Saestum debutó en primera y alcanzó los cuartos de final de la Liga de Campeones en la temporada 2006-07. Con el club también consiguió el título de liga y el de la supercopa holandesa en 2005 y 2006.
A mediados de 2007 se creó la liga profesional holandesa, la Eredivisie, que constaba de 7 clubes (Willem II, Heerenveen, AZ, Roda JC, ADO Den Haag, Twente y FC Utrecht). Con la creación de la nueva liga profesional, el Saestum llegó a un acuerdo con el FC Utrecht para fusionarse, cederle jugadoras y seguir con su academia. 
En enero de 2011, firmó un contrato de 8 meses con el Bristol Academy de la recién formada FA WSL.
En febrero de 2012, Hoogendijk volvió a Utrecht, sin embargo, en mayo, se trasladó al nuevo Ajax.
En enero de 2014, fue fichada por el Arsenal inglés. Sin embargo, debido a numerosas lesiones, solo jugó tres partidos. En julio, volvió al Ajax, donde, el 30 de mayo de 2016, anunció la extensión de su contrato por un año.
Tras ganar la liga, venció al PSV en la final de la Copa holandesa. Este fue su último partido.

## Selección nacional
Debutó con la Selección absoluta de los Países Bajos en un partido contra Japón el 6 de agosto de 2004 a la edad de 19 años.
En la Eurocopa 2009 jugó todos los partidos y en la tanda de penaltis de los cuartos de final, marcó el gol que les permitió avanzar en la competición.
Fue de nuevo elegida para representar a los Países Bajos en la Eurocopa 2013 y en la primera participación en un campeonato del mundo de su país en Francia 2015.
Pocos meses antes de la Eurocopa 2017, decidió retirarse internacionalmente.

## Estilo de juego
Hoogendijk podía jugar tanto de defensa central como de mediocentro defensivo. No era esencialmente conocida por su técnica con la pelota, pero sobresalía por su fuerza física, posicionamiento y habilidad de recuperar pelotas. 

## Palmarés

### SV Saestum
- Hoofdklasse: 2005, 2006
- Supercopa de los Países Bajos: 2005, 2006

### FC Utrecht
- Supercopa de los Países Bajos: 2010
- Copa KNVB: 2009-10

### Arsenal
- Women's FA Cup: 2014

### Ajax
- Eredivisie: 2016-17

## Patrocinio y otros trabajos
Hoogendijk ha adquirido notoriedad en el fútbol y deporte en general de su país, por lo que fue una atleta patrocinada por Nike desde 2009. Participó en la campaña Here I Am, Make Yourself and Move more, move better.
En abril de 2015 publicó un libro llamado Balverliefd que escribió junto a Vincente de Vries. El libro contiene la biografía de Hoogendijk, consejos y trucos para futbolistas jóvenes.
En 2019 también participó en la sección neerlandesa del programa televisivo Bailando con las estrellas.
Aparece regularmente en numerosos programas deportivos de la televisión neerlandesa como Veronica TV.